# 원매 (후한)
원매(袁買, ? ~ 207년 11월?)는 중국 후한 말의 인물로, 예주(豫州) 여남군(汝南郡) 여양현(汝陽縣) 사람이다.

## 생애
신분이 명확하지 않다. 원상(袁尙)의 동생이라는 설과 원상의 형의 아들이라는 설이 있다.
건안(建安) 12년(207년), 원희(袁熙)와 원상이 요동(遼東)의 공손강(公孫康)에게 몸을 의탁하였을 때 이들을 따라갔다.
그 후 기록은 남아있지 않으나, 원희와 원상이 공손강에게 죽임을 당하였기 때문에 원매도 함께 죽었을 것으로 추정된다.

## 원매의 친족관계

### 관련 인물
원기　원담　원봉　원상　원성　원소　원술

원안　원외　원요　원유　원윤　원평　원희